# Bandido (canção)
"Bandido" foi a canção (com música de  Raúl Orellana e Jaime Stinus e letra de José Luis Abel) que representou a Espanha no Festival Eurovisão da Canção 1990, em Zagreb. Orquestrada por Eduardo Leiva e cantada por Azúcar Moreno, foi a primeira canção apresentada na noite do evento, sendo seguida por "Horis skopo", da Grécia, interpetada por Christos Callow & The Wave.
A canção espanhola terminou o festival classificada em quinto lugar, recebendo um total de 96 pontos. Apenas a Alemanha atribuiu a "Bandido" a máxima pontuação (12 pontos).

## Seleção
Televisión Española (TVE), o organismo de radiodifusão nacional da Espanha, utilizou um processo de seleção interna para escolher a banda Azúcar Moreno. A canção eleita para as acompanhar a Zagreb, na Croácia (então Jugoslávia), foi produzida por Raúl Orellana, um dos mais respeitados produtores de música de baile em Espanha. O estúdio de gravação inclui uma introdução chamada  "Ladies and gentlemen, it's showtime at the Apollo Theater. Everybody, the hardest-working man in show business", de James Brown do álbum de 1963 " Live at the Apollo".

## Letra
A canção fala sobre um "bandido" que rouba o amor às raparigas só para deixá-las sem nada, exceto dor e tristeza. No coro, as irmãs dizem que o bandido, com os olhos e mentiras, roubo-lhes "o sangue e a vida dos seus corações". A canção também é conhecida por ter uma das maiores introduções instrumentais da história do Festival Eurovisão da Canção:  45 segundos de um total de 3 minutos de 3 minutos. Musicalmente é de estilo flamenco.

## Problemas técnicos
Uma falha técnica fez com que a interpretação tivesse um atraso, a música começou mais tarde que o normal. As duas cantoras (irmãs) iniciaram a sua coreografia mas a gravação musical falhou e as pobres cantoras deixaram de cantar e reclamaram junto dos técnicos de som. Finalmente, a canção foi executada na perfeição durante os três minutos, nos quais se fez silêncio no pavilhão onde teve lugar o festival.
Em 2003, a BBC, elegeu "Bandido", e todos os eventos e as dificuldades que rodearam a execução, como um dos momentos mais memoráveis na história da Eurovisão.

## Êxito depois do Festival
Depois do Festival Eurovisão da Canção 1990,  "Bandido", foi lançado como single e álbum com o título homónimo em Espanha, Europa e América Latina, lançando as duas irmãs na fama internacional.